# Duitama
Duitama is een stad in Colombia. Het is de hoofdstad van de provincie Tundama en in grootte de derde stad van het departement Boyacá. Duitama ligt 170 kilometer ten noordoosten van de Colombiaanse hoofdstad Bogota in de Cordillera Oriental. Vlak bij Duitama ligt Pueblito Boyacense, een dorpje met typische huisjes uit de koloniale tijd in Colombia.
Vroeger leefden in en rond Duitama Muisca-indianen, die de Chibcha-taal spraken.
De stad is co-zetel van het rooms-katholieke bisdom Duitama-Sogamoso.

## Wielrennen
Duitama heeft vooral bekendheid in Nederland en België, omdat de wereldkampioenschappen wielrennen er in 1995 plaatsvonden. Bij de heren won Abraham Olano de wegwedstrijd op het bergachtige parcours en Miguel Indurain de tijdrit. Jeannie Longo won bij de dames beide disciplines. De Nederlander Danny Nelissen werd wereldkampioen bij de amateurs. In 2003 vonden de Colombiaanse kampioenschappen baanwielrennen er plaats.
De wielrenner Oliverio Rincón, die in de jaren naar aanloop van het WK enkele successen vierde, is in Duitama geboren.

## Afbeeldingen

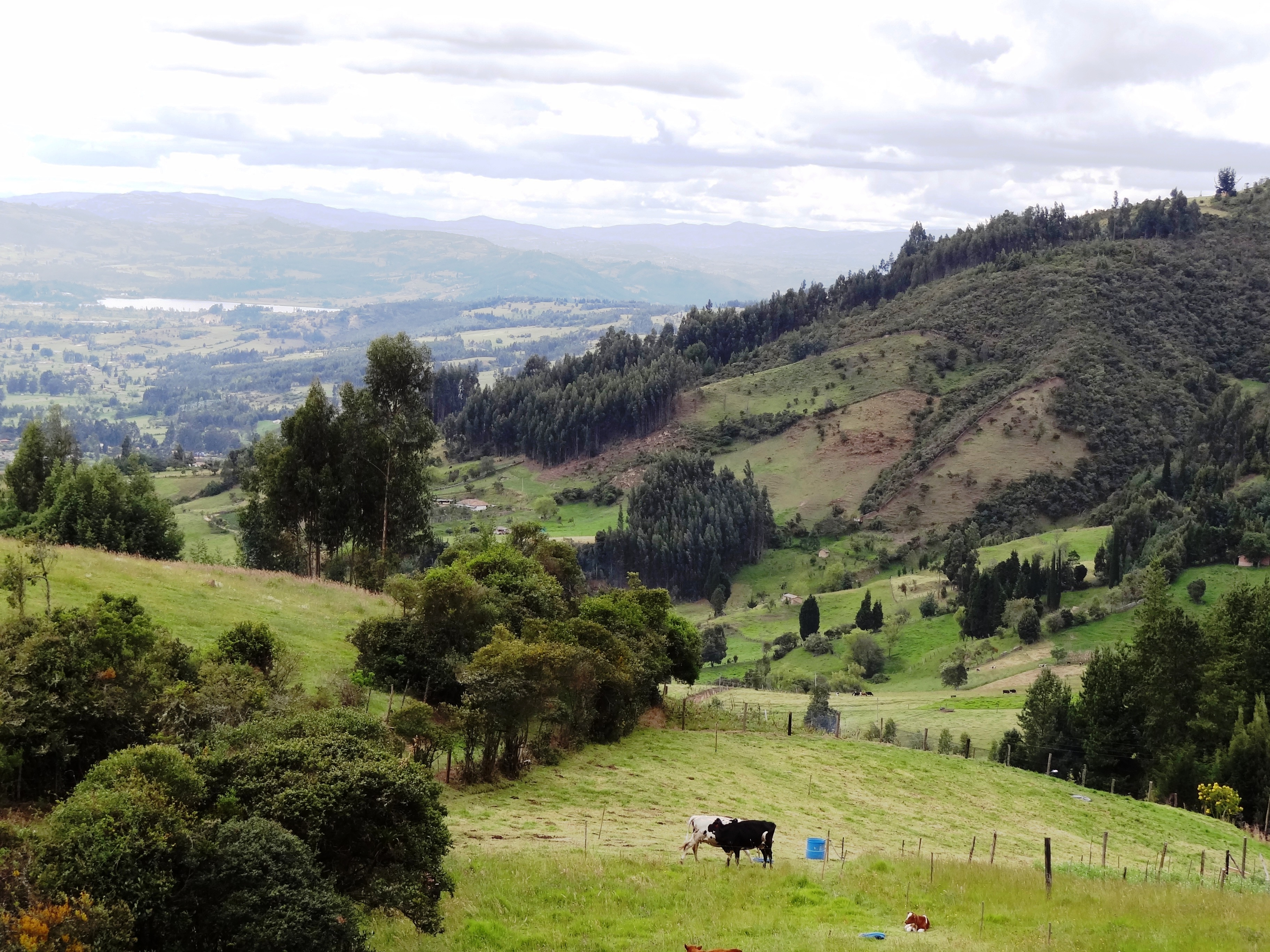
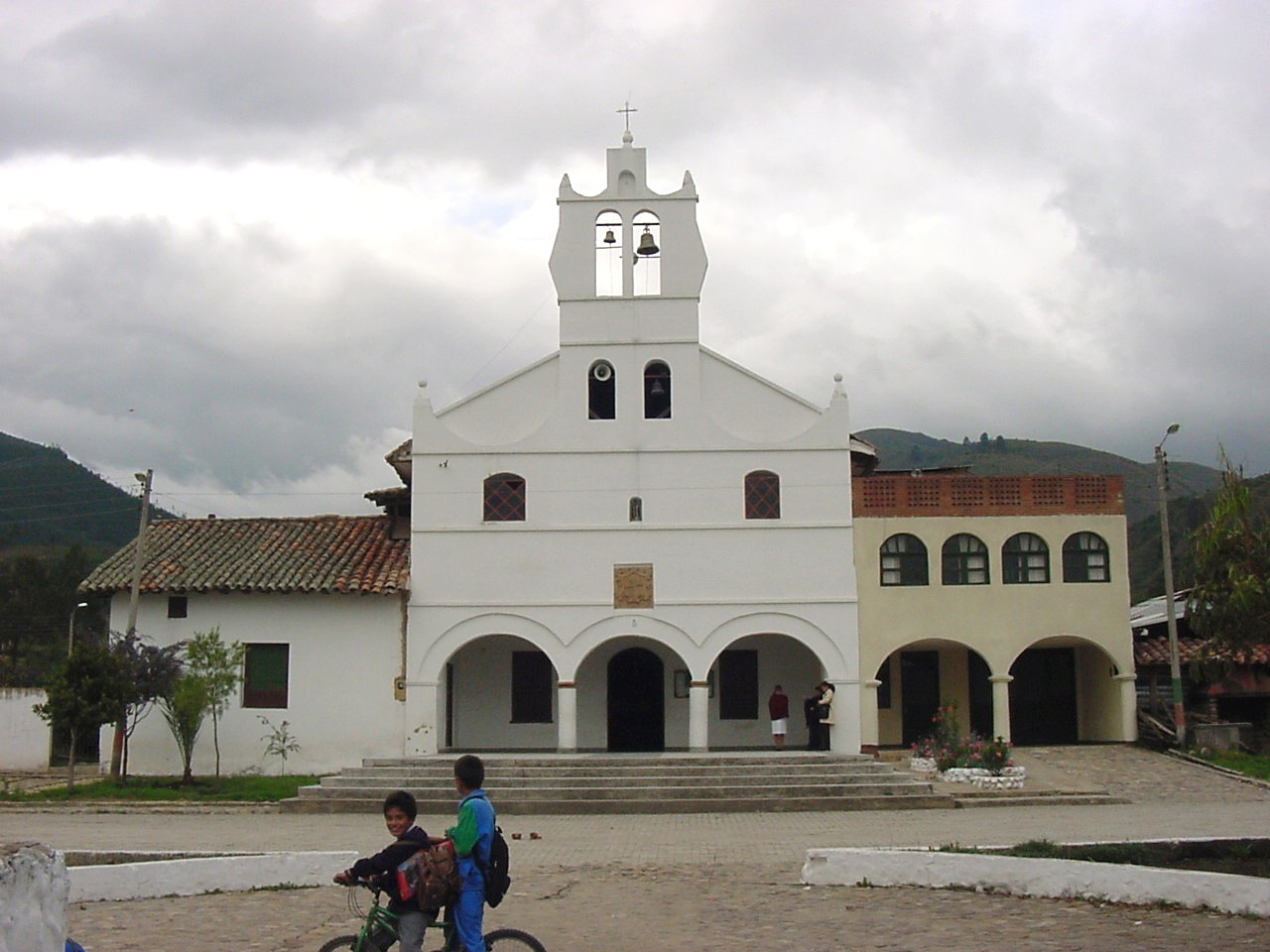
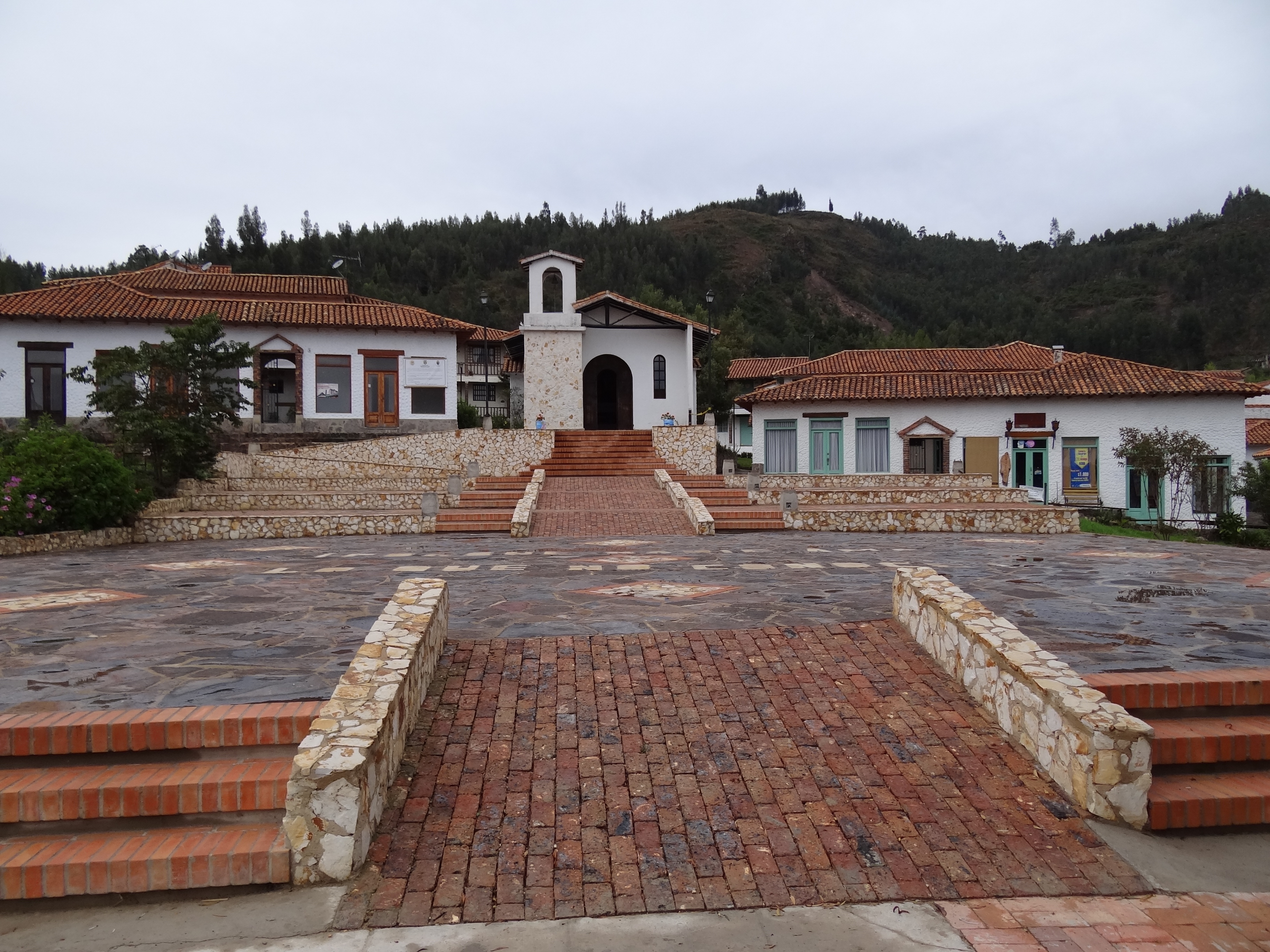
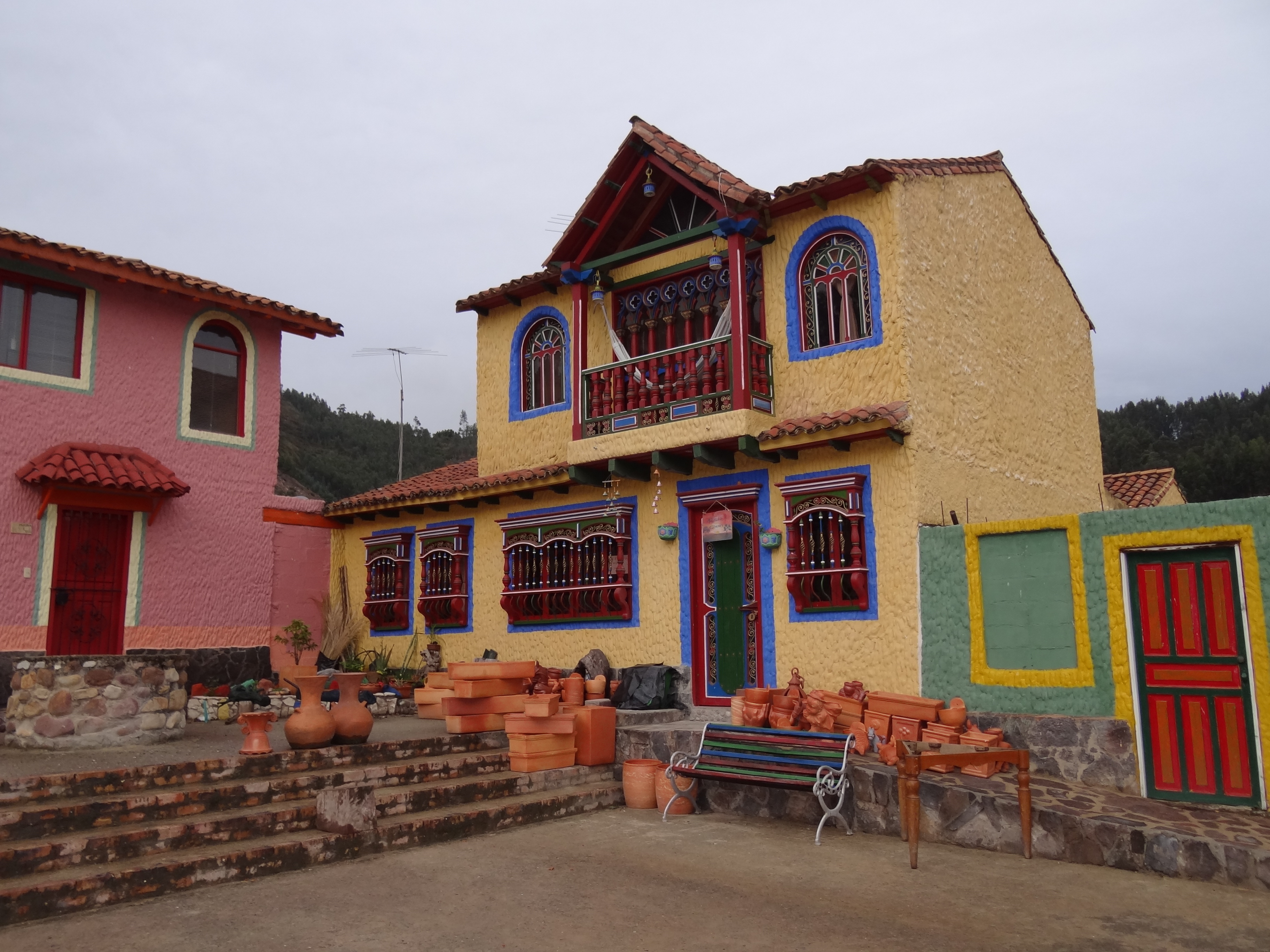
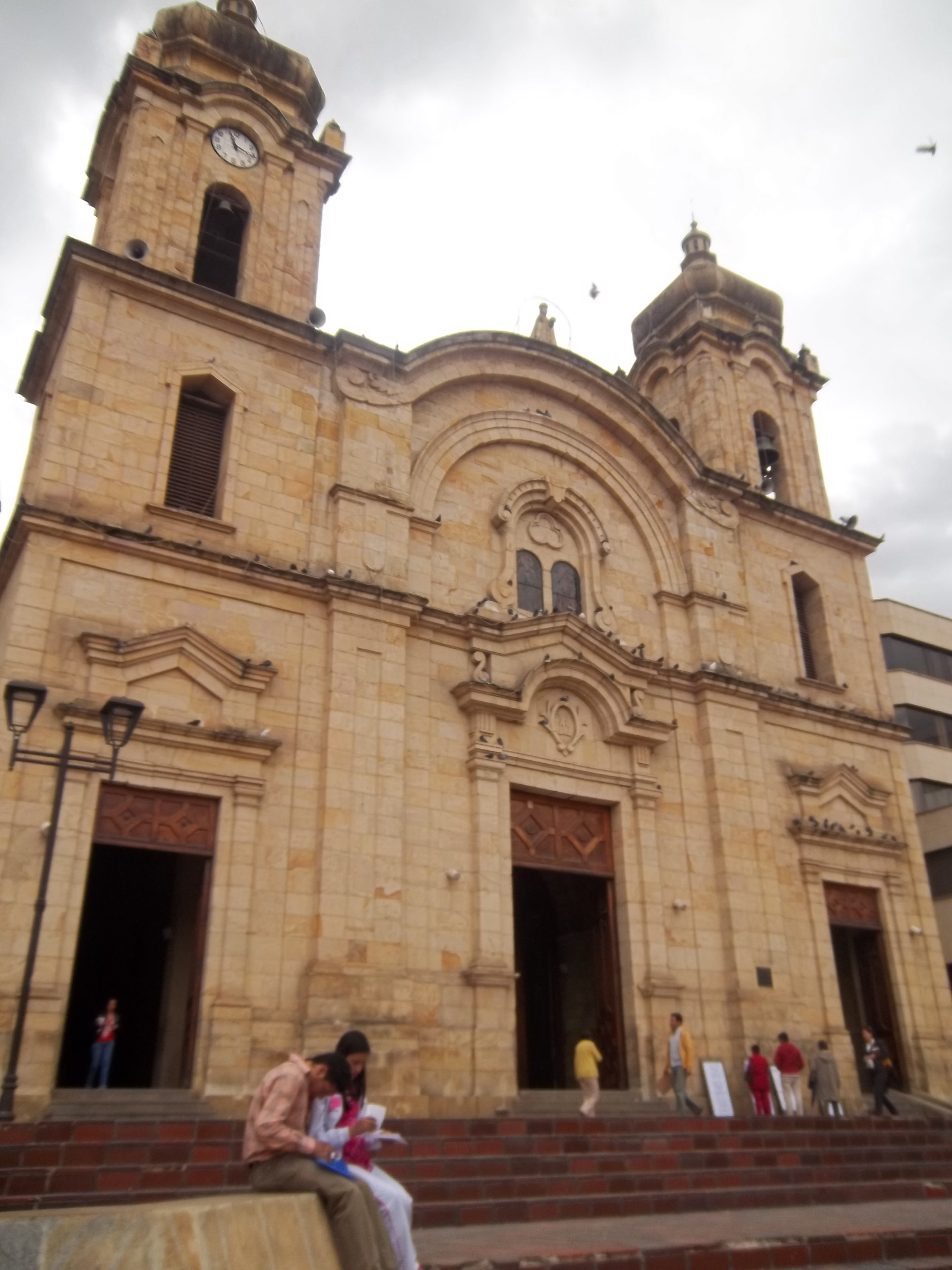

## Geboren in Duitama
- Jonathan Paredes (1989-2025), wielrenner